# Nelson Goerner

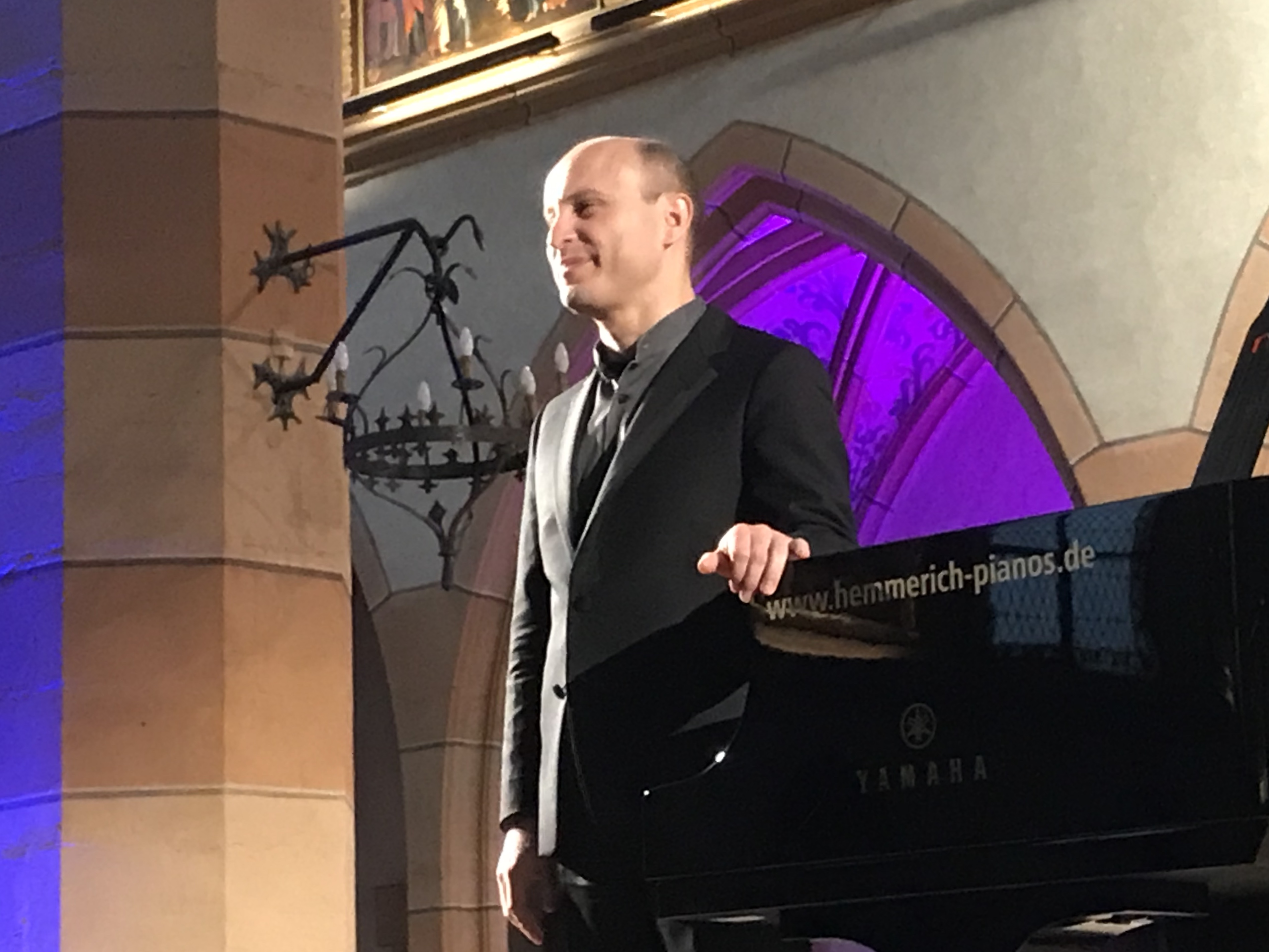
Nelson Goerner (2019)

Nelson Goerner (geboren am 9. Mai 1969 in San Pedro, Provinz Buenos Aires) ist ein argentinischer Pianist.
Goerner studierte in Argentinien bei Jorge Garrubba, Juan Carlos Arabian und Carmen Scalcione. 1986 gewann er den 1. Preis beim Franz-Liszt-Wettbewerb in Buenos Aires. Martha Argerich verhalf ihm zu einem Stipendium, das es ihm ermöglichte, am Konservatorium von Genf mit Maria Tipo zu arbeiten. 1990 gewann er den 1. Preis beim Concours de Genève.
Goerner trat mit führenden Orchestern auf, darunter dem London Philharmonic Orchestra, dem Orchestre de la Suisse Romande und dem NHK-Sinfonieorchester Tokio. Er gastierte bei Festivals wie den Salzburger Festspielen und den Festivals von Edinburgh, Schleswig-Holstein und Verbier sowie bei den BBC Proms. Goerner unterrichtet an der Musikhochschule Genf und an der Barenboim-Said-Akademie in Berlin.